# Schloss Ruyff

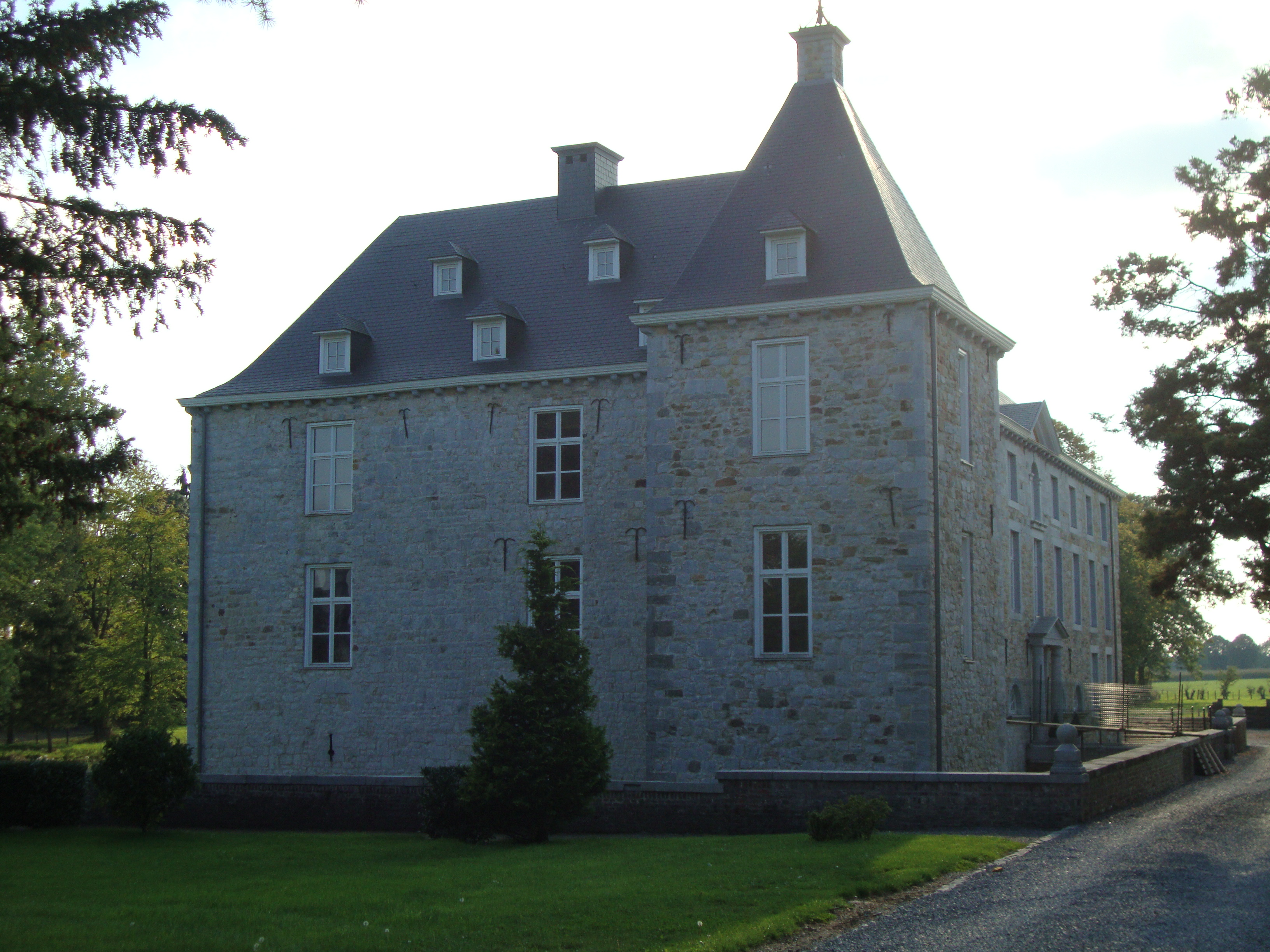
Schloss Ruyff

Schloss Ruyff ist eine Schlossanlage mit mittelalterlichen Wurzeln in dem zu der belgischen Ortschaft Henri-Chapelle gehörigen Ortsteil Ruyff. Sie liegt in unmittelbarer Nähe von Schloss Baelen und wurde am 29. August 1989 unter der Nummer 63084-CLT-0013-01 unter Denkmalschutz gestellt.

## Geschichte
Das am gleichnamigen Bach liegende Schloss wird erstmalig 1172 urkundlich erwähnt. Als Schlossherr ist in der Urkunde ein „Herr von Ruyff“ als Henricus apud Rivam (Heinrich am Fluss) verzeichnet. Die Bezeichnung „Ruyff“ wandelte sich 1313 zu „Ruve“ und 1314 zu „Rueve“.
Infolge der Wirren gegen Ende des 17. Jahrhunderts und der finanziellen Notlage der damaligen Besitzer hatte die Bausubstanz des Schlosses stark gelitten. In den kriegerischen Auseinandersetzungen zwischen Ludwig XIV. und den anderen europäischen Mächten spielte das Schloss eine gewisse Rolle. Um die Schäden zu beheben, wurde der Bau bis auf den alten Kamin im Salon entkernt und totalsaniert.
Durch Erbfolge erwarb der Baron Gaston de la Rousselière das Schloss und vermietete es 1898 an die zur deutschen Ordensprovinz gehörenden Lazaristenpatres aus Theux. Die Lazaristen, auch Vinzentiner genannt, waren hauptsächlich als Volksmissionare tätig. Während des Kulturkampfes wurden sie aus Deutschland ausgewiesen. Am 15. Januar 1907 kauften sie das Anwesen, das sich bis heute in ihrem Besitz befindet.

## Beschreibung
Schloss Ruyff liegt in einer Talmulde und bildet einen u-förmigen Komplex, der von drei Seiten von Wassergräben umgeben ist. Im Süden schließt sich ein Teich an. Eine halb runde Stützmauer trennt die Wasserfläche von dem rasenbedeckten Vorhof.
Die mit Walmdächern gedeckte Schlossanlage besteht aus zwei parallelen Flügeln. Auf der Nordseite sind diese durch einen schmaleren Querflügel miteinander verbunden. Hier befindet sich auch der Haupteingang mit einem dreieckförmigen Ziergiebel auf Säulen. Quer- und Westflügel wurden vermutlich zu Beginn des 19. Jahrhunderts errichtet. Der Ostflügel bildet ein Viereck mit nur einem Obergeschoss. Im Nordosten erhebt sich ein viereckiger Turm, dessen Helm statt einer Wetterfahne einen Kamin trägt. Die mit Schießscharten versehenen Außenmauern lassen noch Spuren damaliger Entlastungsbögen erkennen. Aus dem 17. Jahrhundert stammen die Kreuzsprossenfenster mit Holzrahmen.
Der ehemalige Salon wurde früher als Kapelle genutzt und beherbergt heute einen Stuck-Kamin aus rosa Marmor.